# Biografielijst Fy

## Fyg
- Laura Fygi (1955), Nederlands zangeres

## Fyn
- Sevatheda Fynes (1974), Bahamaans sprintster